# هارالد یکم
هارالد موبور یا هارالد زیباموی (به نروژی باستان:Haraldr hárfagri، به نروژی:Harald Hårfagre)(زاده:۸۵۰-مرگ:۹۳۳ (میلادی)) نخستین پادشاه نروژ بود که میان سال‌های ۸۷۲ تا ۹۳۰ بر آن کشور فرمان راند.
از هارالد آگاهی تاریخی چندانی در دست نیست. تنها منبع همدوره وی دو قطعه شعر هستند که در یکی از آنها آمده که او همسری دانمارکی داشت و اینکه او در هافسرفیورد پیروز شد. درباره زندگی او افسانه‌های چندی در دست است که کهن‌ترین آنها به دوازده سده پس از زایش برابر با ۲۵۰ سال پس از مرگ او باز می‌گردد. او برای نخستین بار نروژ را زیر یک پرچم درآورد. تاریخ‌دانان امروزی می‌انگارند که پادشاهی او محدود به کرانه‌های جنوبی نروژ بوده‌است.

## حماسه هارالد
در حماسه‌های اسکاندیناوی هارالد پس از مرگ پدرش هالفدان سیاه به جانشینیش می‌رسد. در آن زمان در وستفولد چندین پادشاهی برپا بود که زیر دید پدرش-چه از راه پیروزی و چه جانشینی-بودند.
حماسه یکی شدن نروژ را نیز به زناشویی هارالد همپیوند می‌داند. هارالد از گودا دختر یکی از شاهان همسایه خواستگاری می‌کند، ولی گودا می‌گوید تا زمانی‌که هارالد پادشاه همه نروژ نباشد به همسری او در نخواهد آمد. هارالد هم با خود پیمان می‌نهد که تا زمانی که پادشاه همه نروژ نشود موهایش را نه کوتاه‌کند و شانه‌زند، اینچنین او تا ده‌سال گیسوانش را رها می‌کند و از این رو به هارالد گیس‌انبوه یا گیس‌پریشان نامور می‌شود.
اگرچه گفته می‌شود که مخالفان هارالد در این زمان و در اعتراض به او به ایسلند کوچیدند، ولی امروزه این دیگاه پذیرفته‌نیست چرا که یافته‌های باستان‌شناسی نشان می‌دهد که ایسلند سال‌ها پیش از هارالد دارای باشندگانی‌بوده‌است.
هارالد در سال‌های پایانی زندگیش با درگیری پسرانش بر سر جانشینی او روبه‌رو بود. وی در هشتاد سالگی قدرت را به پسر محبوبش آیریک یکم سپرد و سه سال پس از آن مرد.

## نگارخانه

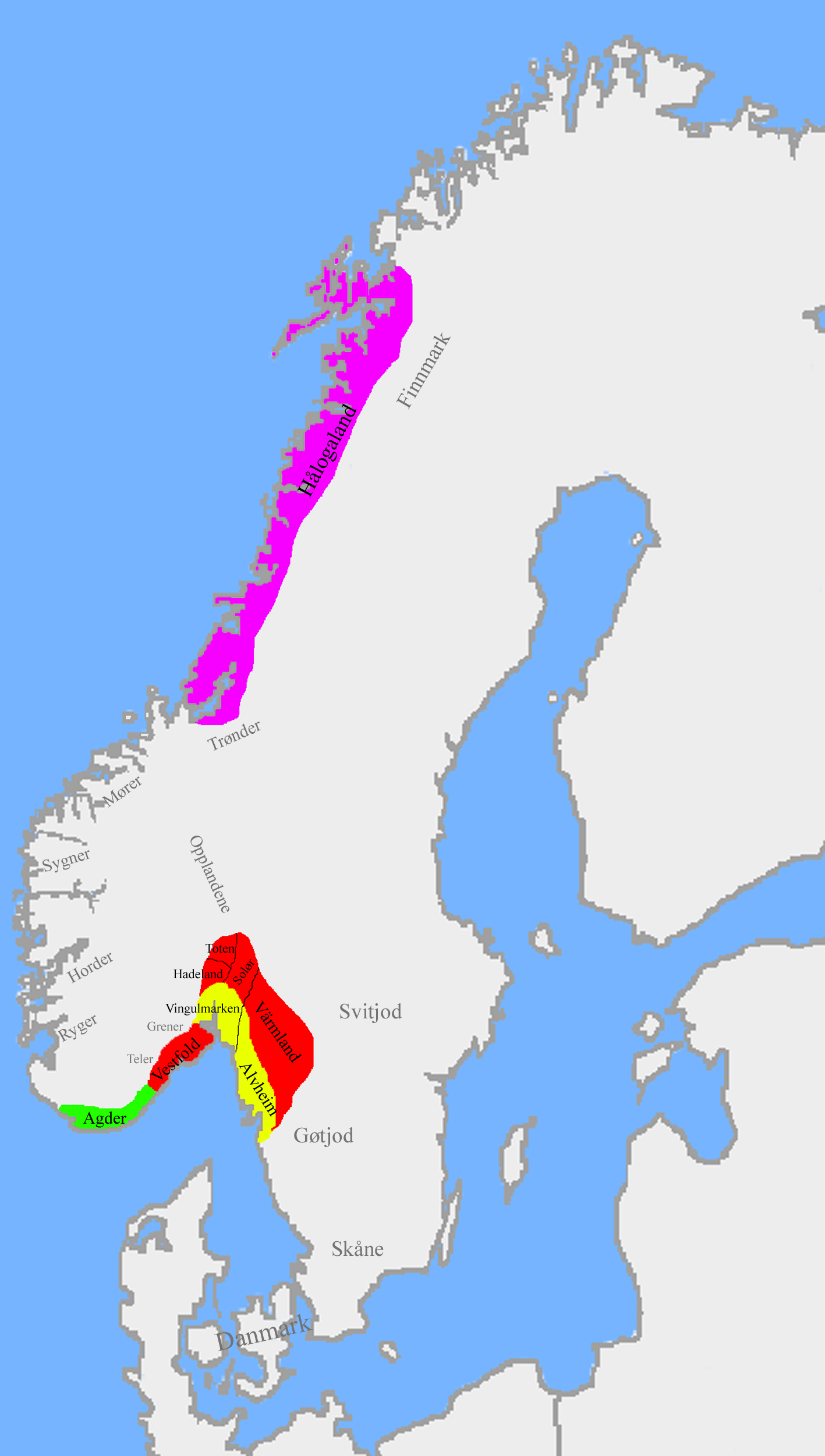
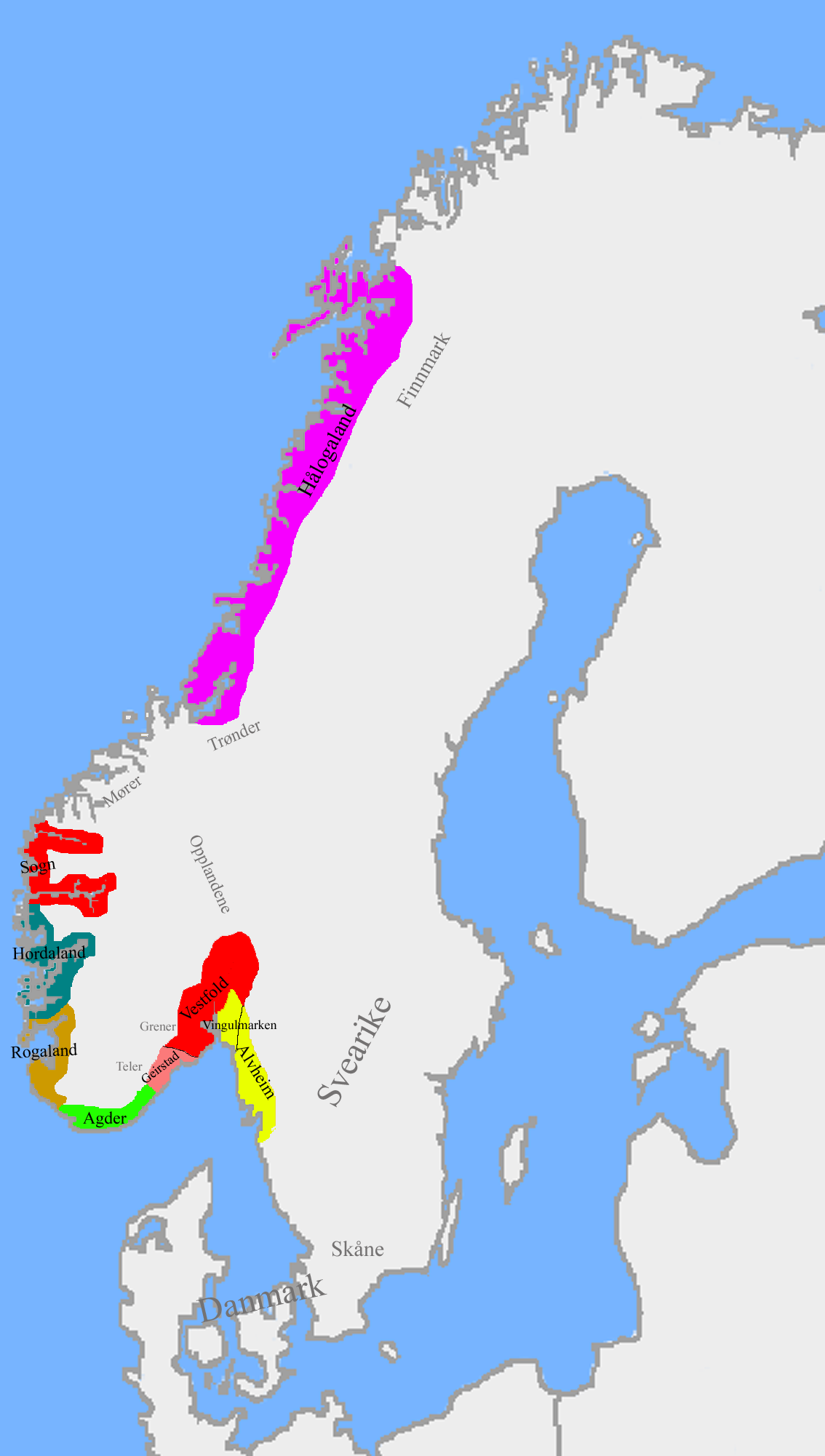
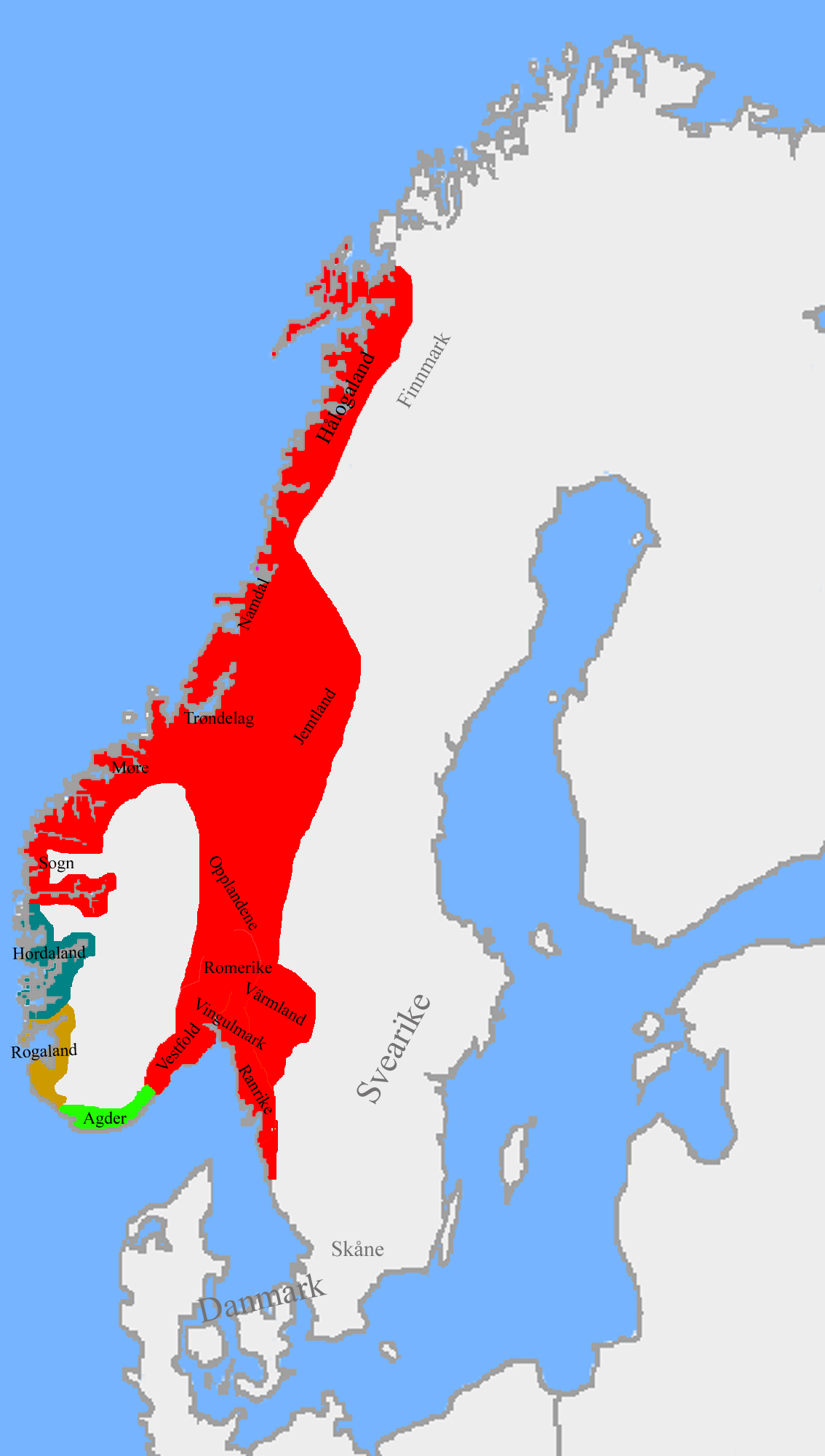
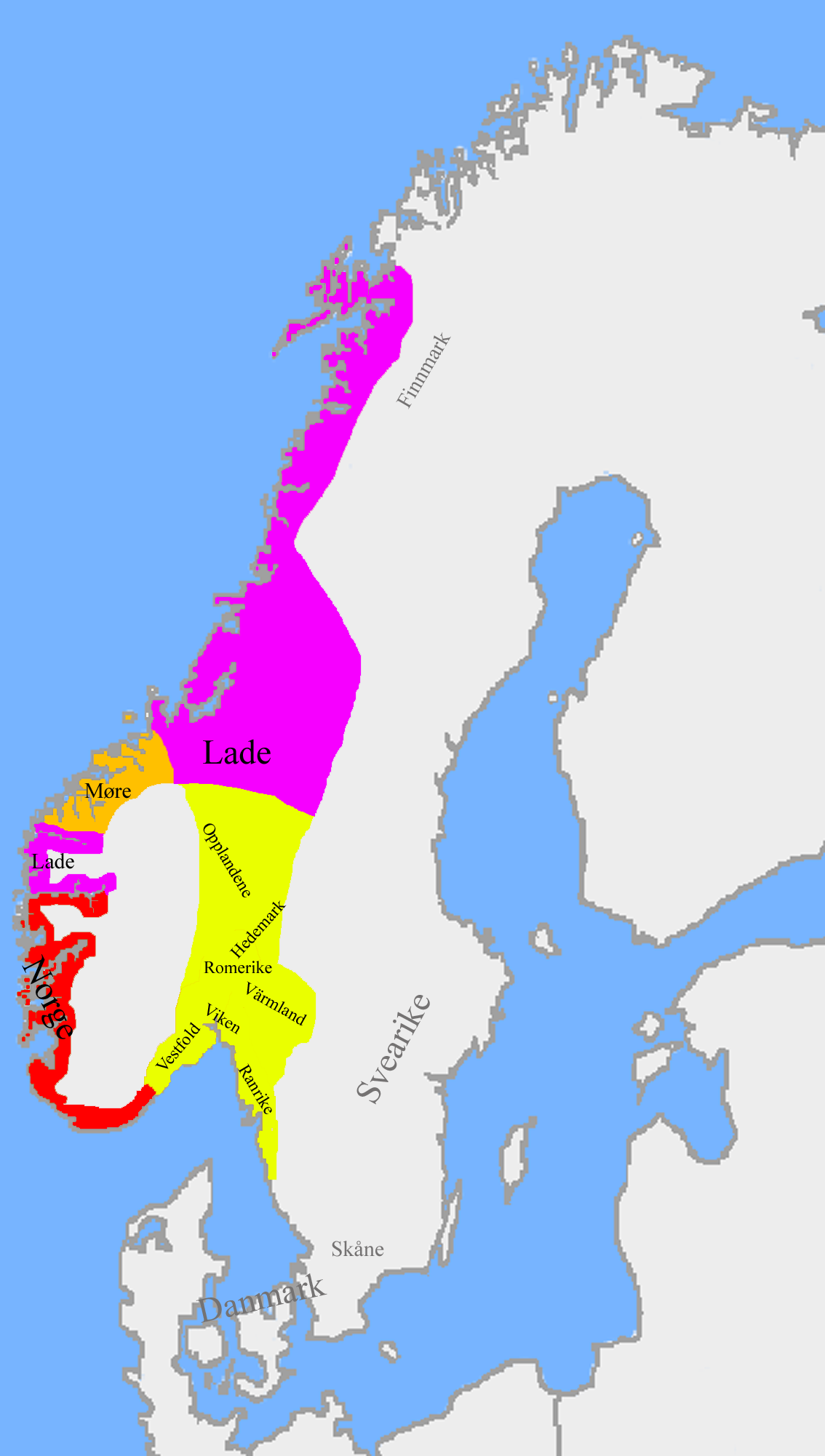
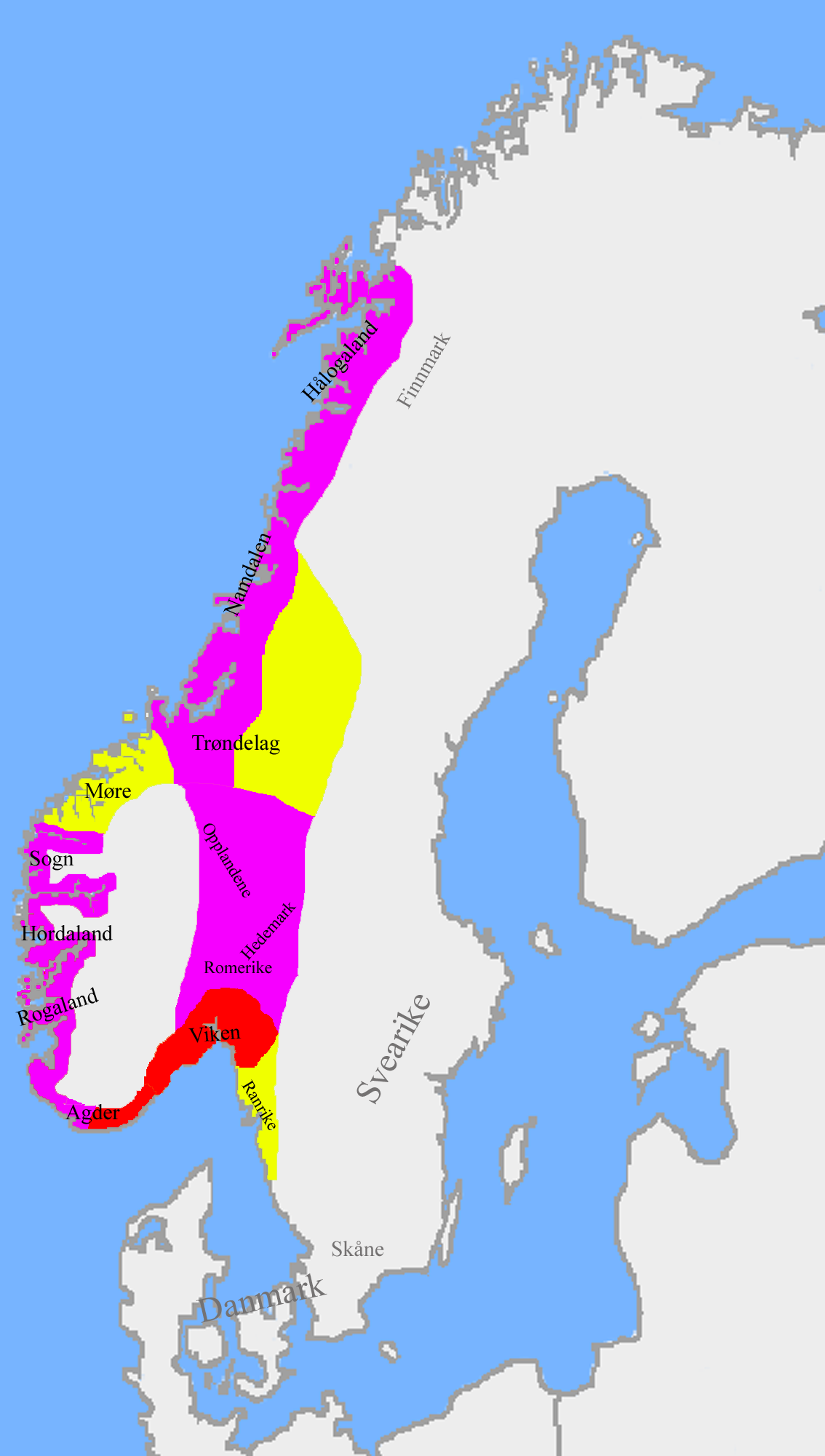
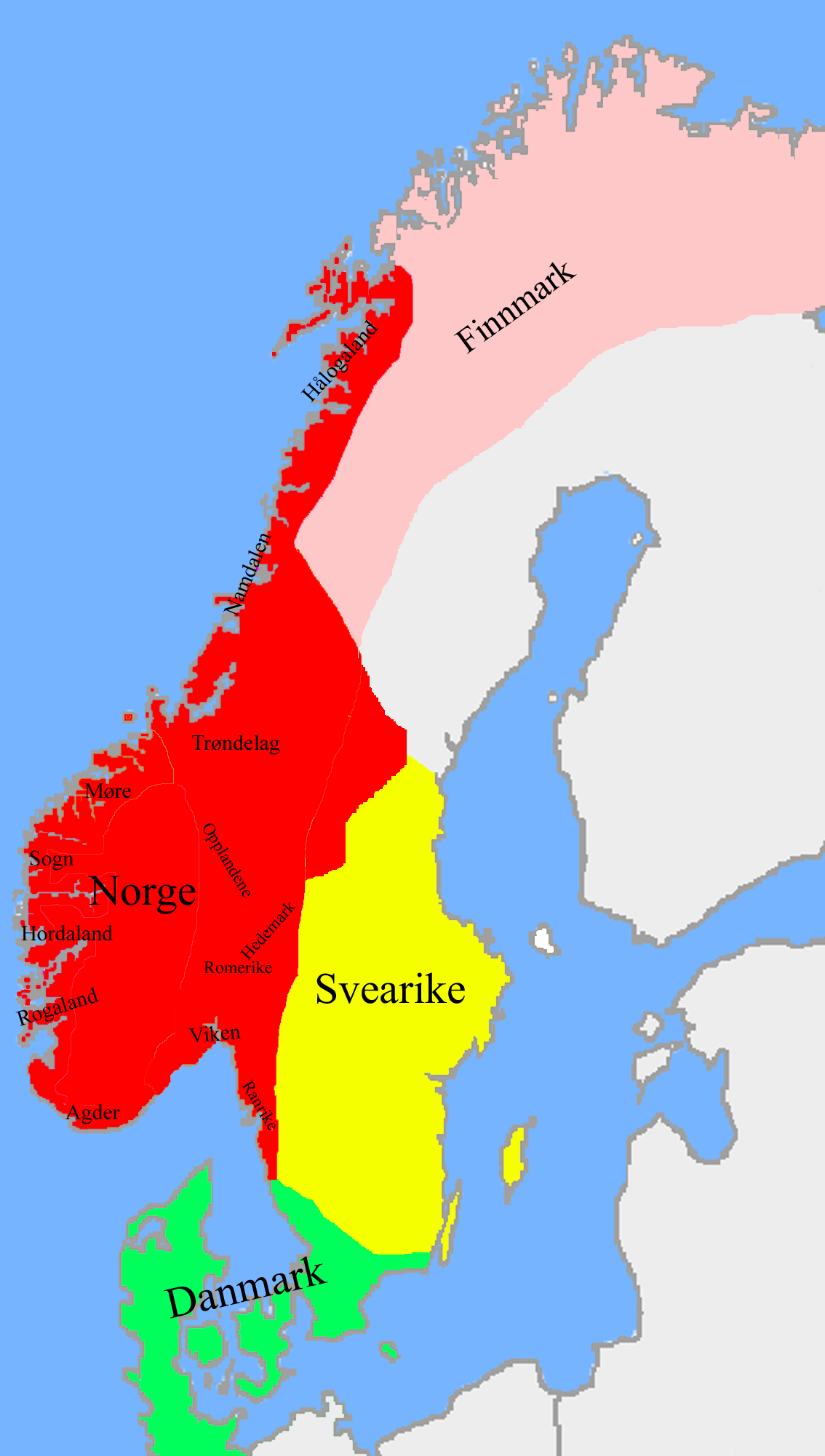